# Christoph Schwarz

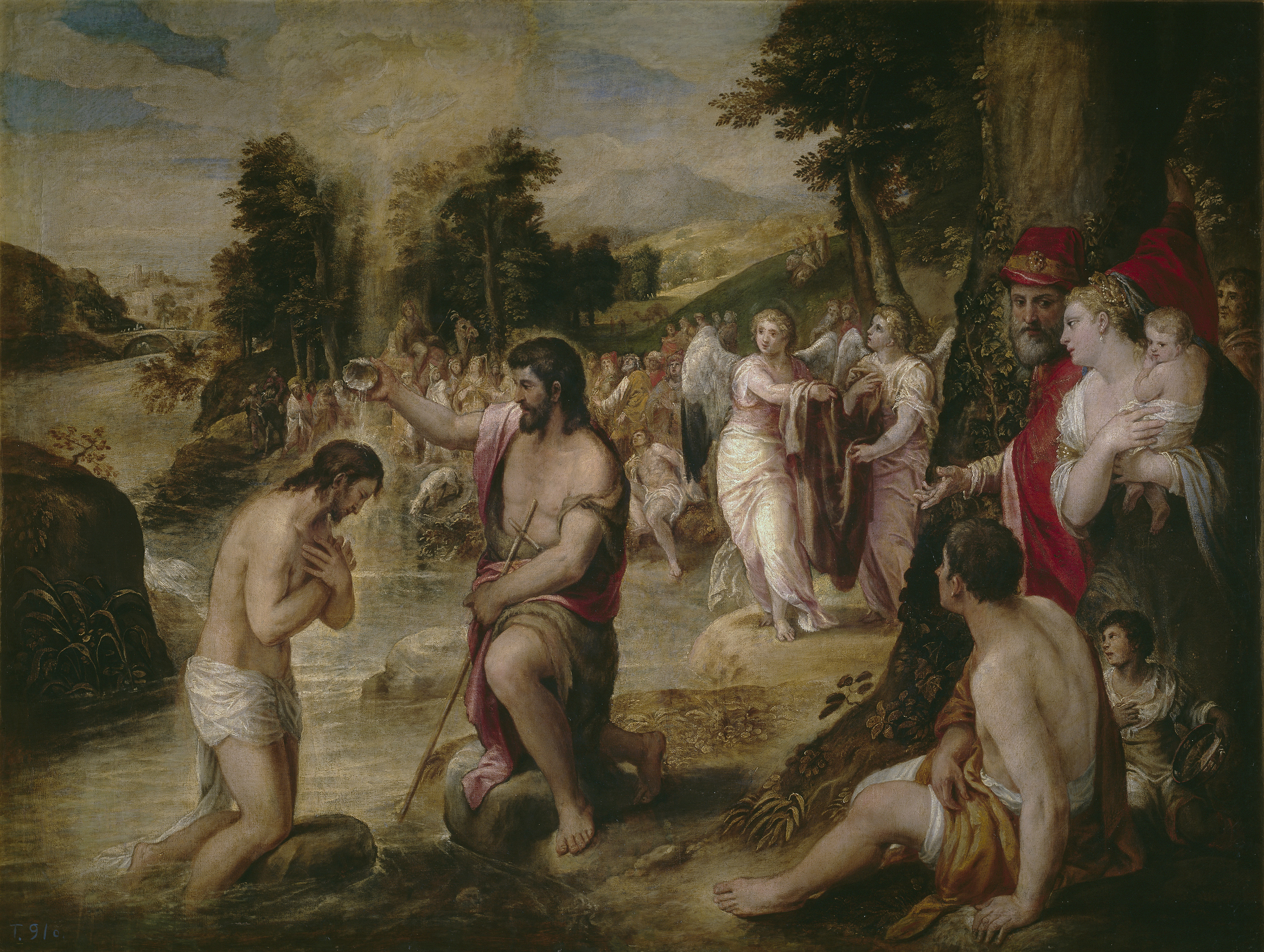
Bautismo de Cristo, óleo sobre tabla, 125 x 165 cm, Madrid, Museo del Prado.

Christoph Schwarz (Múnich, ca. 1548-15 de abril de 1592), fue un pintor renacentista alemán.
Hijo de un orfebre muniqués, su padre lo colocó en 1560 en el taller del pintor y fresquista Johann Melchior Bocksberger, con quien permaneció hasta 1566, cuando marchó a Augsburgo para realizar su primer trabajo al fresco como pintor independiente. En 1568 trabajó bajo la dirección de Hans Mielich en las decoraciones festivas realizadas con motivo de la boda del futuro duque Guillermo V de Baviera y Renata de Lorena. Hacia 1570 se trasladó a Venecia donde podría haber trabajado con Tiziano, además de recibir la influencia de Veronés y de Tintoretto, haciéndosele responsable de la introducción del estilo veneciano en Baviera. De retorno a Múnich, en 1573, fue nombrado pintor de la ciudad y un año después entró al servicio del duque Alberto V de Baviera como pintor de corte en sustitución de Hans Mielich. 
Muerto el duque en 1579, Schwarz perdió influencia en la corte, en la que se impuso el estilo florentino de Friedrich Sustris, pero disfrutó todavía de la protección de los Fugger, para quienes pintó en 1584 el gran lienzo de altar de la Virgen con el Niño, destinado a la iglesia de los jesuitas de Augsburgo, considerado su obra maestra junto con el gran lienzo de San Miguel y los ángeles caídos del retablo mayor de la también jesuítica iglesia de San Miguel de Múnich, pintado en 1587. Artista respetado, Hendrick Goltzius lo retrató en 1591 a su paso por Múnich, pero sus últimos años los vivió debilitado y empobrecido a causa al parecer del alcoholismo.
En el Museo del Prado se le atribuye actualmente un Bautismo de Cristo sobre tabla que estuvo atribuido en el pasado a Lambert Sustris, quien como él trabajó en el taller de Tiziano.